# MTV Classic (Regno Unito e Irlanda)
MTV Classic è una rete televisiva britannico-irlandese prodotta da ViacomCBS Networks International.

## Storia
Il canale ha cominciato le sue trasmissioni il 1º luglio 1999 nel Regno Unito e in Irlanda con il nome di VH1 Classic. Il periodo musicale coperto da MTV Classic è variegato: dai videoclip e speciali musicali degli anni Sessanta, andando talvolta indietro col tempo fino ai primi anni Quaranta, ma trasmettendo anche video più recenti, come gli anni Duemila. Video Killed the Radio Star dei The Buggles, che era stato anche il primo video trasmesso da MTV nel 1981, è stato il primo video ad essere trasmesso il giorno in cui il canale fu rinominato MTV Classic, il 1º marzo 2010.
Dopo il cambio del nome del canale in MTV Classic, Viacom ha deciso di attribuire tale denominazione anche alle versioni estere, prima con quella australiana (fino ad allora conosciuta come VH1 Australia) e poi con quella italiana, prima chiamata MTV Gold.
Dal 6 marzo 2012 il canale trasmette nel formato panoramico 16:9.

## Loghi

1º luglio 1999 - 2004
2004 - 1º marzo 2010
1º marzo 2010 - 1º luglio 2011
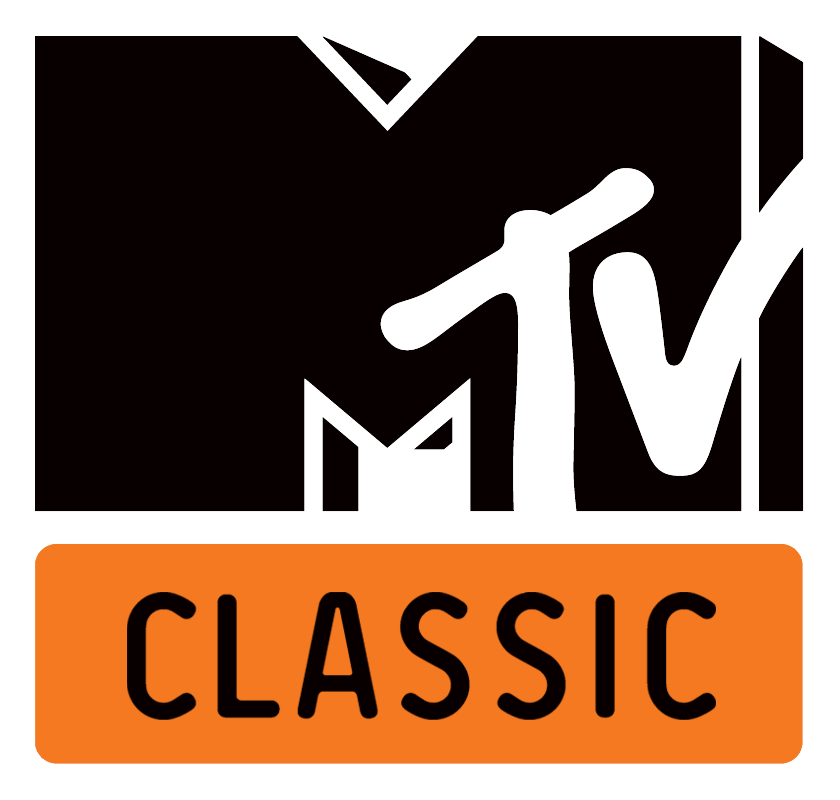
1º luglio 2011 - 1º ottobre 2013
1º ottobre 2013 - 5 aprile 2017
5 aprile 2017 - 14 settembre 2021
In uso dal 14 settembre 2021